# Кастел дел Боско (Пиза)
Кастел дел Боско је насеље у Италији у округу Пиза, региону Тоскана.
Према процени из 2011. у насељу је живело 859 становника. Насеље се налази на надморској висини од 17 м.